# Peter Herlitz
Claes Peter Vilhelm Herlitz, född 21 juni 1936 i Kungsholms församling, Stockholm, död 1 december 2009 i Saltsjöbadens församling, Stockholms län, var en svensk marinöverläkare och kommendör.
Herlitz, som var kirurg, var större delen av sitt liv i bosatt i Saltsjöbaden. Han var gift med narkosläkaren Karin Herlitz, född Wigerstedt (1936–2021), och tillsammans fick de barnen Marie Herlitz och Fredrik Herlitz. Peter Herlitz invaldes 1984 som ledamot av Kungliga Örlogsmannasällskapet.